# Distrito electoral 07 (Nebraska)
El distrito electoral 07 (en inglés: Precinct 07) es un distrito electoral ubicado en el condado de Dawes en el estado estadounidense de Nebraska. En el Censo de 2010 tenía una población de 543 habitantes y una densidad poblacional de 0,62 personas por km².

## Geografía
El distrito electoral 07 se encuentra ubicado en las coordenadas 42°32′52″N 103°6′59″O / 42.54778, -103.11639. Según la Oficina del Censo de los Estados Unidos, el distrito electoral 07 tiene una superficie total de 882.47 km², de la cual 876.25 km² corresponden a tierra firme y (0.7%) 6.22 km² es agua.

## Demografía
Según el censo de 2010, había 543 personas residiendo en el distrito electoral 07. La densidad de población era de 0,62 hab./km². De los 543 habitantes, el distrito electoral 07 estaba compuesto por el 80.29% blancos, el 6.45% eran afroamericanos, el 1.66% eran amerindios, el 5.89% eran asiáticos, el 3.5% eran de otras razas y el 2.21% pertenecían a dos o más razas. Del total de la población el 7.55% eran hispanos o latinos de cualquier raza.